# Condado de López Muñoz
El condado de López Muñoz es un título nobiliario español creado por el rey Alfonso XIII en favor de Antonio López Muñoz, ministro de Instrucción Pública y Bellas Artes, de Estado y de Gracia y Justicia, mediante real decreto del 1 de marzo de 1920 y despacho expedido el día 23 del mismo mes y año.

## Condes de López Muñoz
|                                     | Titular                                 | Periodo                   |
| Creación por Alfonso XIII           | Creación por Alfonso XIII               | Creación por Alfonso XIII |
| ----------------------------------- | --------------------------------------- | ------------------------- |
| I                                   | Antonio López Muñoz                     | 1920-1929                 |
| II                                  | Antonio López Monís                     | 1929-1947                 |
| Rehabilitación por Francisco Franco |                                         |                           |
| III                                 | Antonio López-Monís y Monís             | 1964-1967                 |
| Rehabilitación por Juan Carlos I    |                                         |                           |
| IV                                  | José Antonio López-Monís y Purificación | 1993-2000                 |
| V                                   | María del Carmen López-Monís Plaza      | 2021-actual               |

## Historia de los condes de López Muñoz
- Antonio López Muñoz (Huelva, 1 de abril de 1850-Madrid, 15 de marzo de 1929), I conde de López Muñoz, ministro de Instrucción Pública y Bellas Artes, de Estado y de Gracia y Justicia, senador del reino, embajador en Portugal, miembro de la Real Academia de Ciencias Morales y Políticas, Gran Cruz de la Orden de Isabel la Católica y de la Orden de Alfonso XII.[1]

Casó el 4 de octubre de 1874, en Huelva, con Luisa Monís y Audivia. El 25 de septiembre de 1929 le sucedió su hijo:
- Antonio López Monís (Granada, 22 de agosto de 1875-Madrid, 22 de diciembre de 1947), II conde de López Muñoz, dramaturgo y libretista, licenciado en Derecho, secretario de Gobierno Civil de Badajoz, Guadalajara, Málaga, Granada y Soria, jefe superior de Administración Civil del Ministerio de la Gobernación.[1][3]

Casó con María Monís y Prieto. El 27 de octubre de 1967, previo decreto de rehabilitación del 16 de abril de 1964 (BOE del día 20), le sucedió su hijo:
- Antonio López-Monís y Monís (m. 1967), III conde de López Muñoz.[2]

El 22 de abril de 1993, previo decreto de rehabilitación del 22 de enero del mismo año (BOE del 1 de febrero), le sucedió su hijo:
- José Antonio López-Monís y Purificación (m. 2000), IV conde de López Muñoz.[2]

Previa orden del 22 de julio de 2021 para que se expida la correspondiente carta de sucesión (BOE del día 31), le sucedió su hija:
- María del Carmen López-Monís Plaza, V condesa de López Muñoz.[6]